# Andreas Hofmann
Andreas Hofmann (né le 16 décembre 1991 à Heidelberg) est un athlète allemand, spécialiste du lancer du javelot.

## Biographie
Il s'adjuge la médaille d'or des championnats d'Europe juniors 2009 grâce à un lancer à 75,89 m.
En 2014, Andreas Hofmann remporte les Championnats d'Europe par équipes, à Brunswick en Allemagne, en établissant un nouveau record personnel avec 86,13 m.
Le 26 août 2017, il réalise lors de la finale à l'Universiade de Taipei son premier jet au-delà des 90 mètres en lançant à 91,07 m, également record universitaire. Malheureusement, il est battu cinq minutes plus tard pour la médaille d'or par le taïwanais Cheng Chao-Tsun qui bat le record d'Asie avec 91,36 m.
Le 9 août 2018, Hofmann devient vice-champion d'Europe avec 87,60 m lors des championnats d'Europe de Berlin, derrière son compatriote Thomas Röhler (89,47 m).

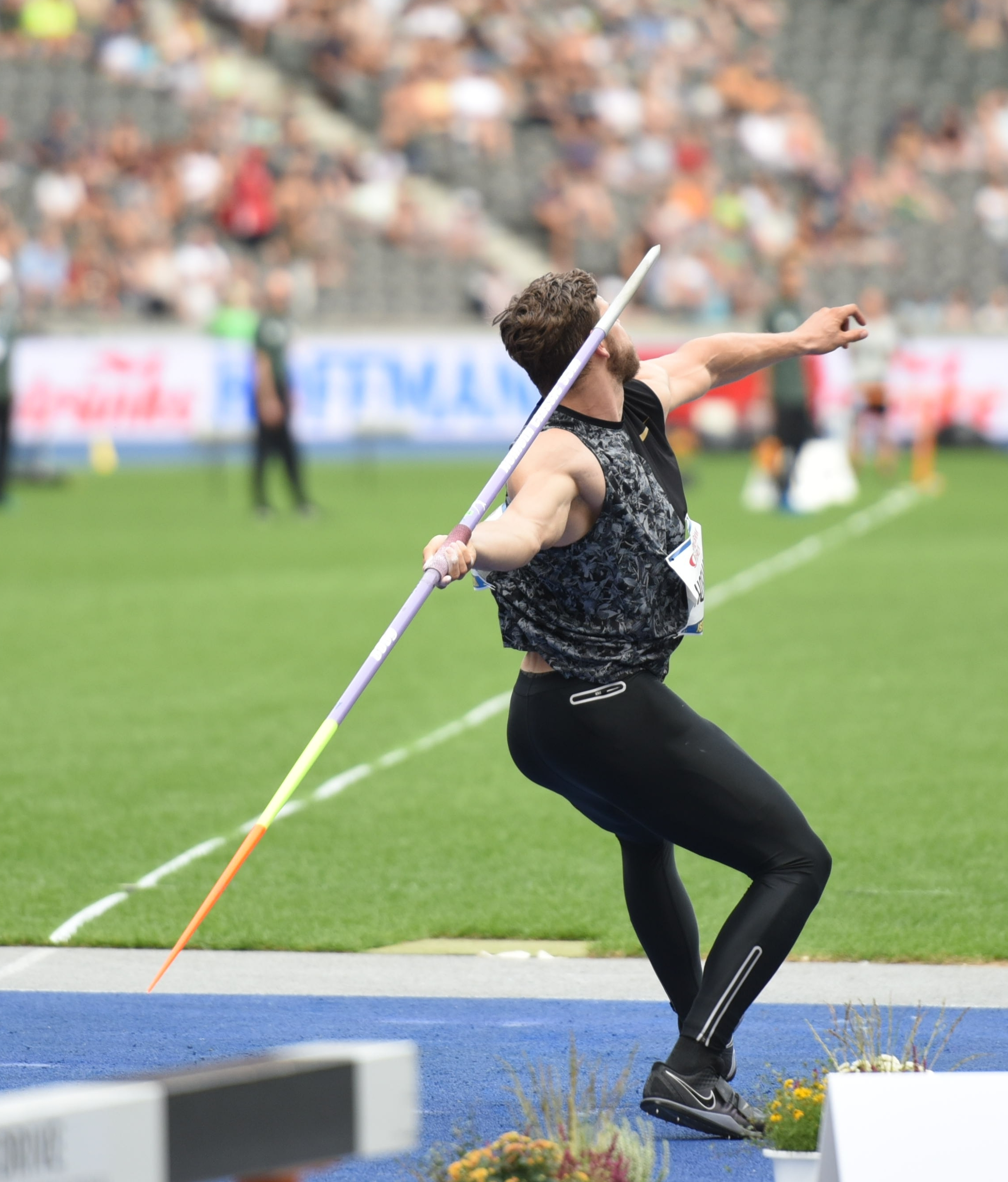
Hofmann, 2019

Le 9 juin 2019, il lance à 89,65 m à Rehlingen.

## Palmarès
| Date | Compétition                       | Lieu             | Résultat | Marque  |
| ---- | --------------------------------- | ---------------- | -------- | ------- |
| 2009 | Championnats d'Europe juniors     | Novi Sad         | 1er      | 75,89 m |
| 2014 | Championnats d'Europe par équipes | Brunswick        | 1er      | 86,13 m |
| 2015 | Championnats du monde             | Pékin            | 6e       | 86,01 m |
| 2017 | Championnats du monde             | Londres          | 8e       | 83,98 m |
| 2017 | Universiade                       | Taipei           | 2e       | 91,07 m |
| 2018 | Championnats d'Europe             | Berlin           | 2e       | 87,60 m |
| 2018 | Ligue de diamant                  | Ligue de diamant | 1er      | 91,44 m |
| 2019 | Ligue de diamant                  | Ligue de diamant | 3e       | 87,49 m |

## Records
| Épreuve           | Marque  | Lieu      | Date        |
| ----------------- | ------- | --------- | ----------- |
| Lancer du javelot | 92,06 m | Offenburg | 2 juin 2018 |